# FC 프레데리시아
FC 프레데리시아(덴마크어: FC Roskilde)는 프레데리시아를 연고로 하는 덴마크의 축구 클럽이다. 현재는 덴마크의 2부 축구 리그인 덴마크 퍼스트 디비전에 참가하고 있다.

## 선수 명단

### 현역
참고: FIFA 자격 규정에 따라 소속된 국가대표팀 국기를 표시합니다. 선수는 복수의 FIFA 비회원국 국적을 가지고 있을 수 있습니다.
| 번호 | 포지션 | 국적       | 이름                |
| ---- | ------ | ---------- | ------------------- |
| 17   | DF     | 아이슬란드 | 다니엘 크리스티얀손 |

| 번호 | 포지션 | 국적     | 이름        |
| ---- | ------ | -------- | ----------- |
| 98   | FW     | 알바니아 | 아곤 무콜리 |